# Mészáros József (kanonok)
Mészáros József (Ács, 1764. február 22. – Székesfehérvár, 1839. december 14.) székesfehérvári kanonok.

## Élete
A gimnáziumot Komáromban, Pápán és Székesfehérvárt végezte; a bölcseletet a Pesti Egyetemen hallgatta; 1784-ben a székesfehérvári növendékpapok közé lépett és az  ötéves  teológiai tanfolyamot a pozsonyi főgimnáziumban végezte. Innét Székesfehérvárra tért vissza, ahol fölszentelték, azután 1789-ben Bodajkon lett káplán. Másfél év múlva visszahívták a püspöki udvarba, ahol püspöki káplán és a konzisztórium jegyzője volt. Innét Iszkaszentgyörgyre ment plébánosnak; 1794-ben váli plébános, három év mulva alesperes és a püspöki szent szék ülnöke, majd petúri apát, 1816-ban pedig kanonok és a szeminárium rektora lett; e tisztet tizenkét évig viselte. A pozsonyi zsinaton mint titkár működött.

## Munkái
- Főtiszt. Vizenbergi Vizer Ádám úrnak emlékezete. Pozsony, 1788.
- A pozsonyi nevendékpapság kesergése. Midőn mélt. Szabó András úr, noviai püspök, pilisi apát-ur stb. azon papság kormányozását nyugodalommal váltaná fel. Uo. 1788. (Költemény).
- Egyházi beszéd a papi rendről. Mondotta Rédén pünkösd után X. vasárnap egy uj misének szolgáltatásakor. Veszprém, 1801.
- Egyházi beszéd a papság tiszteletéről. Mondatott Lovas-Berény mező-városában kis-asszony napján egy uj misének szolgáltatásakor 1803. eszt. Buda (Ism. Zeitschrift von und für Ungern VI. 1804. 57. l.).
- A vályi múzsák mélt. Kerekes Josepha aszszonyhoz szül. ürményi Ürményi kis-aszszonyhoz 1804. eszt. Pest. (Költ.).
- A papokban megkivántató okosság és együgyüség. Mondotta Tinnyén husvét után 1. vasárnap egy új misének szolgáltatásakor. Uo. 1805. (Kézirata a m. n. múzeumban).
- Néh. nagym. és ft. sz.-király-szabadgyai Rosos Pál urnak veszprémi püspöknek stb. örök emlékezete. Hirdette, midőn a veszprémi fő templomban gyászos egyházi szertartással tiszteltetnék sz. Mihály havának 5. napján 1809. Veszprém.
- Szent Istvánnak Magyar ország apostoli királyának dicsérete. Hirdette Bécsben a t. kapuczinus atyák templomában a magyar nemzeti inneplésnek alkalmatosságával ... kis asszony havának 25. 1811. Bécs, 1811.
- Istenben boldogult nagym. siklói Andrási Krisztina aszszonynak néhai radványi gróf Győri Ferencz ur özvegyének halottas dicsérete. Hirdette Perkátán jún. 13. 1814. buda.
- Egyházi beszéd az Isten hivatásáról. Eléadá Székesfehérvárott pünkösd után XVI. vasárnap egy uj misének szolgáltatásakor. Pest, 1815.
- Egyházi beszéd az áldásról. Mondotta Vál mezővárosában kis asszony napján egy uj misének szolgáltatásakor. Buda, 1816.
- Boldogult nagys. ürményi Ürményi János úrnak emlékezete. Hirdeté Vál mezővárosában sz. György havának 22. 1816. Uo.
- Halottas beszéd, melyel néh. nagym. és főt. perlaki Somogyi Laopold Márton ur, szombathelyi püspök halhatatlan érdemeit 1822. eszt. pünkösd havának 21. napján hirdette. Székesfehérvár.
- Micsoda a templom? Magyarázta Vál mezővárosában Nagy Asszony napján az uj templom felszentelésekor. 1824. Uo.
- Halottas beszéd, melyel néh. ürményi Ürményi József ur halhatatlan érdemeit a váli templomban 1825. eszt. sz. Jakab havának 11. napján hirdette. Uo.
- Néhai nagym. ürményi Ürményi Anna szül. komjáthi Komjáthi aszszonynak néha ürményi Ürményi József ur özvegyének emlékezete. Hirdette 1830. eszt. pünkösd havának 24. napján. Uo. 1830.

A Szalay Imre által szerkesztett Magyar Egyházi Beszédek Gyűjteményében (VI. 1833. Néh. Perlaky Somogyi Leopold Márton szombathelyi püspök érdemei).
Levelei Horvát Istvánhoz: Vál, 1805-16-ig összesen 16 darab és Székesfehérvár 1822-31-ig hat levél (a m. n. múzeumban).

### Kézirata
- Szükséges a papokban az okosság. Tinnye 1805. 4rét 10 lap (ugyanott).